# Ernie Felice
Ernie Felice (* 11. April 1922 in Campbell, Kalifornien als Ernest Charles Filice; † 13. September 2015) war ein US-amerikanischer Jazz-Akkordeonist, der mit Joe Mooney und Art Van Damme zu den Pionieren dieses Instruments im amerikanischen Jazz gehörte.

## Leben
Ernie Felice trat 1942 mit Chuck Roberts im New Yorker „Zebra Room“ auf und spielte Ende 1946 und Anfang 1947 im Benny Goodman Sextett, mit dem erste Aufnahmen entstanden (u. a. zu hören in den Titeln The Bannister Slide und How High the Moon, erschienen auf der LP Benny Rides Again, Capitol Records). Weitere Aufnahmen für das Label entstanden 1947 mit George Van Eps und dem Sänger Andy Russell.
In den folgenden Jahren arbeitete er vorwiegend mit seinem eigenen Quartett (in der Besetzung Akkordeon, Klarinette, Gitarre und Bass); zudem wirkte er als Musiker und Sänger in mehreren Hollywoodfilmen wie Spiel mit dem Tode (1948), Ein tolles Gefühl (1949) oder Mit einem Lied im Herzen (1952) an der Seite von Stars wie Ray Milland, Bob Hope, Doris Day und Jane Russell mit und hatte auch einige Radio- und TV-Auftritte. Aufnahmen unter eigenem Namen entstanden für Capitol wie Street of Dreams oder Love Me or Leave Me (1948); außerdem arbeitete er in Hollywood mit The Pied Pipers, Page Cavanaugh, Matt Dennis und June Christy (1950, mit Claude Williamson). 1950 gründete er mit Les Paul das kurzlebige Label F&P Records. Im selben Jahr erreichte er im Billboard Disk Jockey Pool Platz 18 in der Kategorie Beste Instrumentalgruppe des Jahres. Anfang 1952 kehrte er zum Capitol-Label zurück; 1959 nahm er noch für RCA Victor auf (Sittin’ on a Sidewalk/All These Years).

## Filmografie
- 1947: Smooth Sailing (Regie: Jerry Hooper), Musiker
- 1948: Spiel mit dem Tode (Regie: John Farrow), Musiker
- 1948: Sein Engel mit den zwei Pistolen (The Paleface) (Regie: Norman Z. McLeod)
- 1949: Ein tolles Gefühl (Regie: David Butler), Musiker
- 1950: Tea for Two (Regie: David Butler), Musiker
- 1950: Unter Geheimbefehl (Regie: Elia Kazan), Orchestrierung
- 1950: Starlift (Regie: Roy Del Ruth), Musiker
- 1952: Mit einem Lied im Herzen (Regie: Walter Lang), Musiker